# Stenocarsia nebulosa
Stenocarsia nebulosa là một loài bướm đêm trong họ Noctuidae.